# Канадски арктички архипелаг
Канадски арктички архипелаг, познат и као Арктички архипелаг, је архипелаг (група острва) сјеверно од главне масе канадског копна у Арктику.
Површина архипелага је око 1.424.500 km², и садржи око 36.563 острва. Налази се у канадским територијама Нунавут и Сјеверозападне територије. Архипелаг садржи 94 острва већа од 130 lm², укључујући и три од десет највећих свјетских острва. Архипелаг показује неке ефекте климатских промена, при чему компјутерске процене предвиђају да ће отапање допринети порасту нивоа мора за 35 cm (14 in) до 2100. године.

## Већа острва
Већа острва, величине преко 10.000 lm², поредана по величини су:
| Име            | Локација                           | Површина | Мјесто по површини | Мјесто по површини | Број становника (2021) |
| Име            | Локација                           | Површина | Свијет             | Канада             | Број становника (2021) |
| -------------- | ---------------------------------- | -------- | ------------------ | ------------------ | ---------------------- |
| Бафинова земља | Нунавут                            | 507 451  | 5                  | 1                  | 13.039                 |
| Викторија      | Сјеверозападне Територије, Нунавут | 217 291  | 9                  | 2                  | 2.168                  |
| Елзмир         | Нунавут                            | 196 236  | 10                 | 3                  | 144                    |
| Банкс          | Сјеверозападне Територије          | 70 028   | 24                 | 5                  | 104                    |
| Девон          | Нунавут                            | 55 247   | 27                 | 6                  | 0                      |
| Аксел Хајберг  | Нунавут                            | 43 178   | 32                 | 7                  | 0                      |
| Мелвил         | Сјеверозападне Територије, Нунавут | 42 149   | 33                 | 8                  | 0                      |
| Саутхемптон    | Нунавут                            | 41 214   | 34                 | 9                  | 1.038                  |
| Принц од Велса | Нунавут                            | 33 339   | 40                 | 10                 | 0                      |
| Самерсет       | Нунавут                            | 24 786   | 46                 | 12                 | 0                      |
| Бетхурст       | Нунавут                            | 16 042   | 54                 | 13                 | 0                      |
| Принц Патрик   | Сјеверозападне територије          | 15 848   | 55                 | 14                 | 0                      |
| Краљ Вилијам   | Нунавут                            | 13 111   | 61                 | 15                 | 1.349                  |
| Елеф Рингнес   | Нунавут                            | 11 295   | 69                 | 16                 | 0                      |
| Билот          | Нунавут                            | 11 067   | 72                 | 17                 | 0                      |

После Гренланда, архипелаг је највећа светска област високог Арктика. Клима острва је арктичка, а терен се састоји од тундре осим у планинским пределима. Већина острва је ненасељена; људска насеља су изузетно мала и раштркана, углавном су приобална инуитска насеља на јужним острвима.

## Клима и земљиште
Послије Гренланда, архипелаг је највећа копнена маса у сјеверном Арктику. Клима је арктичка, а земљиште је тундра осим у планинским дијеловима.

## Насељеност
Већина острва је потпуно ненасељена, а насељена острва имају углавном мањи број инуитских (ескимских) насеља уз обалу.

## Остала важнија острва
Мансел, Коатс, Нотингем,
Солзбери, Биг, Акпаток, Локс Ленд, Резолушон, Вајт, Ванситарт
Принц Чарлс, Ер Форс, Фоли, 
Роули, Бреј, Кох, Јенс Мунк, Корнволис, Литл Корнволис, Бејли-Хамилтон
Норт Кент, Грејем, Корнвол, Амунд Рингнес, Мејген, Биг (Хадсонов залив), Биг (Кимирут), Лонг, Акимиски, Чарлтон
Краљ Кристијан, Борден, Логхид, Брок, Мекензи Кинг, Хелена, Камерон, Емералд Ајл, Ваније, Еглинтон
Александер, Бајем Мартин, Стефансон, Расел, Прескот, Мети, Вејлс